# マメハンミョウ
マメハンミョウ（豆斑猫）は、コウチュウ目（鞘翅目）・ツチハンミョウ科（Meloidae）に属する有毒昆虫として知られている。
「ハンミョウ」と名がついているが、ハンミョウとは別の科（Family）に属する。しかし、ハンミョウの方が派手で目立つこと、名前が似ていることから、混同される場合がある。また豆類の害虫としても知られるが、近年は発生が少ないという。

## 特徴
細長い形の甲虫で、体長は雄で11～14mm、雌で14～19mmである。頭部は大部分が赤色で眼の内側から額片より前方が黒く、また頭部の後方に暗い色の斑紋がある。胸部、腹部、歩脚及び鞘翅は黒く、前胸背の中央と鞘翅の中央に縦に走る白い筋状の斑紋がある。
触角回りの構造は雌雄で違いがあり、触角の基部沿いには平たい瘤状の構造があるが、雄ではこれが雌より大きく、また触角の第3節から第7節までの部分が雄では内側に広がっている。

## 生態
産卵は、イナゴやバッタ類の卵塊の側で行われ、孵化した幼虫は卵塊を食べて成長する。成虫の食性は植物食で広範な植物を摂取する。
産卵は8月末から9月に行われ、地下約4～20mmの深さに直径2.5～3mmの卵を産み付ける。卵は当初は乳白色で後に乳黄色に変わる。産卵は70～150個の卵を菊の花のように並べて行われ、1個体の雌の総産卵数は400～500に及ぶ。幼虫は地中でバッタ、イナゴ、キリギリスなどの卵塊を食べる。幼虫はいわゆる過変態を示し、1齢は三爪幼虫、そこからオサムシ型、コガネムシ型、キクイムシ型と姿を変える。5齢で越冬に入り、翌年の春に6齢になって蛹化する。新成虫は7～8月、四国では8月中旬頃に出現する。成虫はダイズ、アズキ、インゲンマメ、ジャガイモ、ラッカセイ、ナス、トウガラシ、テンサイ、クローバー、ヒマワリ、クワ、ワタなどの葉を食べる。成虫は昼行性で群れる性質があり、普通は歩行で移動し、時に短距離なら飛ぶこともある。

## 類似種など
日本には同属のものとしてクロマメハンミョウ E. taishoensis があり、本種に似ているが鞘翅に白い条紋がなく、本種より希少である。

## 希少性
農業害虫なので保護というのはどうかと思うが、現在では見ることが少ない種である。環境省のレッドデータブックでは指定がないものの、県単位では兵庫県で準絶滅危惧、神奈川県で要注意種の指定がある。

## 利害
本種は農業害虫としても知られ、また毒があることでも有名である。

### 農業害虫として
成虫は上記のように様々な植物の葉を食べるが、特にダイズの害虫としてよく知られる。出現は夏で、群れて出現し、歩いて移動するので、畑の一方の端から出てきて順次葉を食べながら移動してゆく形を取り、個体数が多い場合には葉を食い尽くし、あとには茎だけが残る。ただし発生は「局地的」であり、またその大発生は近年では「きわめて希」であるという。

### 毒について
分泌物にはカンタリジンが含まれており接触すると水疱性皮膚炎（水膨れ）を引き起こすことがある。一方で、微量を漢方薬としても用い、イボ取り・膿出しなどの外用薬や、利尿剤などの内服薬とされた。江戸時代初期に渡来した『本草綱目』にハンミョウの毒について記載があり、マメハンミョウを粉にして暗殺に用いられたとされることもある。しかし、『本草綱目』を翻訳する際に無毒なハンミョウを当てはめたことにより暗殺は成功しなかったという意見もある。